# توني إنغهام
توني إنغهام (بالإنجليزية: Tony Ingham)‏ (18 فبراير 1925 في المملكة المتحدة - 21 أبريل 2010) هو لاعب كرة قدم بريطاني في مركز الدفاع. لعب مع كوينز بارك رينجرز وليدز يونايتد ونادي هاروجيت تاون.